# Californiens flag
Californiens flag består af en hvid flagdug med en rød stribe nederst. I flagdugens hvide del er der placeret en bjørn gående på en grøn bund, og i hjørnet øverst ved stangen findes en rød stjerne. Under bjørnen er flagdugen påført indskriften "California Republic". Flagets størrelsesforhold 2:3.
Oprindelsen til Californiens flag er det såkaldte Bjørneflagoprør mod Mexico. I juni-juli 1846 erklærede oprørerne Californien som en selvstændig republik under eget flag. Flaget vajede indtil 9. juli, hvor USA's tropper overtog kontrollen med Californien. Flaget, der blev hejst i hovedstaden Sonoma 14. juni 1846, var malet af William L. Todd. Bjørnen kom til efter forslag af Henry L. Ford, og skal repræsentere grizzlybjørnen. Originalen gik tabt under den store brand i San Francisco i 1906, og det var en modificeret tegning, der blev gjort til delstatens officielle flag 3. februar 1911. Også efter at flaget blev officielt godkendt  varierede dets udformning. I 1953 blev der derfor nedfældet nærmere specifikationer om flagets detaljer.